# 29646 Polya
A 29646 Polya kisbolygó a kisbolygóövben kering. 1998, november 16-án fedezte föl Paul G. Comba.
A kisbolygó a nevét Pólya György világhírű magyar matematikusról kapta, aki 1940-től az Egyesült Államokban tanított. Leghíresebb könyve a Szegő Gáborral közösen írt és magyarul is megjelent „Feladatok és tételek az analízis köréből”.

## Külső hivatkozások
- A 29646 Polya kisbolygó a JPL Small-Body adatbázisában